# 靜嘉堂文庫

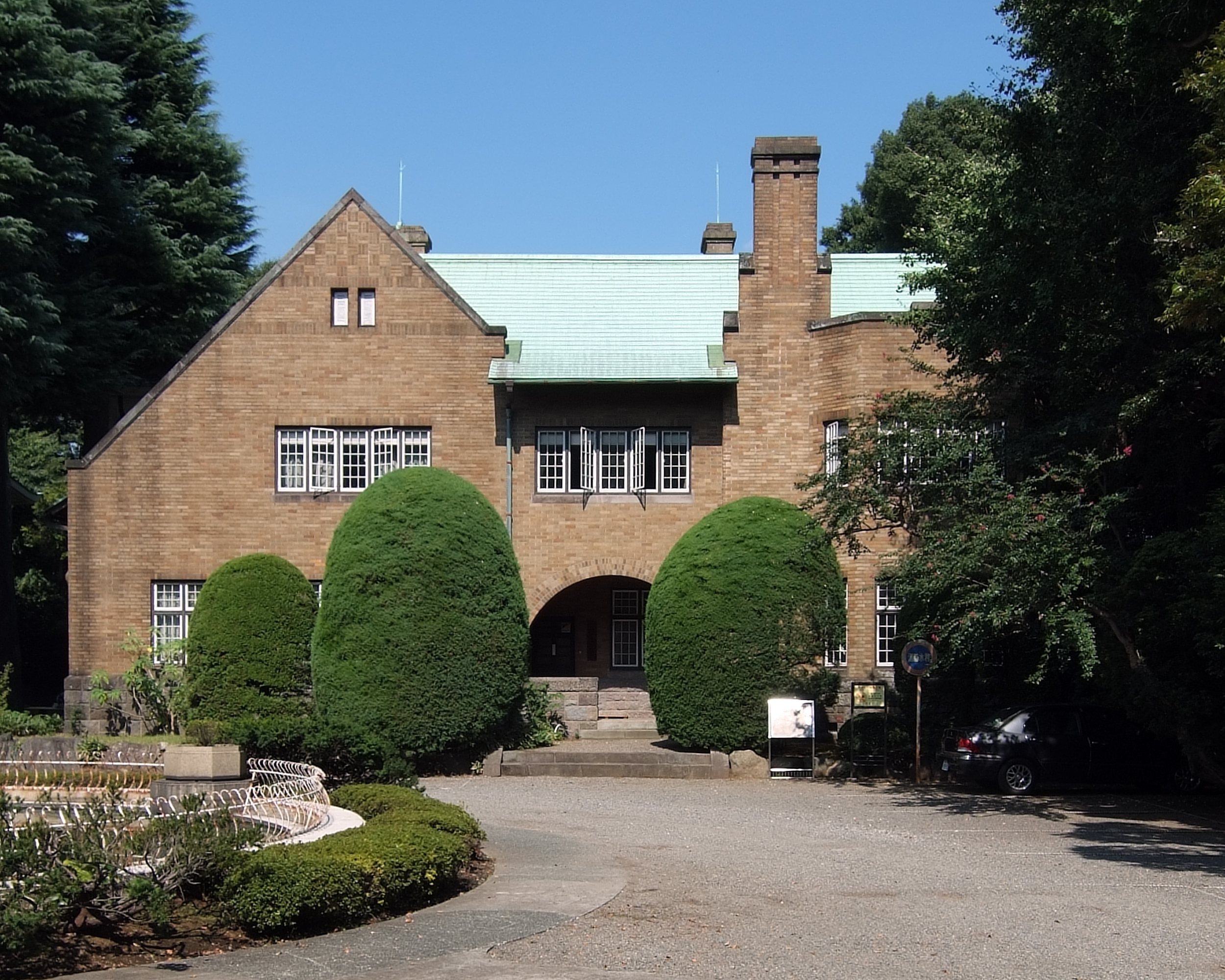
靜嘉堂文庫，2009

靜嘉堂文庫（日语：／ Seikadō Bunko），是一間位於日本東京都世田谷區的專門圖書館和美術館，主要收藏為和漢古籍、東洋古美術品及少數近代美術作品。

## 历史
靜嘉堂文庫是由三菱商事株式會社的社長岩崎彌之助和其兒子岩崎小彌太在1892年至1907年的十五年間，投資成立的典籍珍本文庫。
館名取自《詩經 大雅 既醉》的「籩豆靜嘉」句，原意指食器裡的食物既好又美（靜，善也；嘉，美也）。岩崎彌之助委託他的老師，著名的漢學遺老重野安繹主持其事:243。
初建於東京神田駿河台岩崎氏的宅邸內，隨後又遷置到高輪邸（現在的開東閣）別館內。大正十三年（1924年），岩崎小彌太為了紀念其父而把文庫遷到岩崎彌之助的“納骨堂”之側，現位於東京都世田谷區岡本2丁目23番1號，這是一座英國式的建築，保存至今。
昭和15年（1940年），小彌太捐贈了所有的圖書、文庫建築及地基等，正式設立了財團法人靜嘉堂，交由三菱財團經營。
昭和52年（1977年）開始在靜嘉堂文庫展示館展示美術品收藏，在創設百年的平成4年（1999年）靜嘉堂美術館正式開館 
令和3年（2021年）6月，位於世田谷區岡本的静嘉堂文庫美術館關閉，於令和4年（2022年）10月在丸之內的明治生命館一樓重新開館，做為三菱集團150週年的紀念活動一環，形同是三菱集團的美術館重新回到以三菱集團企業為主的丸之內。

## 收藏
收藏保存第2代社長岩崎彌之助和第4代社長小彌太父子所蒐集的古籍和美術品，其中不乏國寶名作、重要文化財等，約有20萬冊的古典籍（漢籍12萬冊、和書8萬冊）和6,500件的東洋古美術品。

### 漢籍
包含從明治40年（1907年）從中國收買的浙江湖州皕宋樓陸心源舊藏書、漢學家竹添光鴻和島田重禮的舊藏，以及田中賴榮、山田以文、色川山中、松井高治的藏書，在日本是除宮內廳書陵部之外，收藏漢籍宋元古本最為豐富的一個文庫:280。
其藏書分為兩種書本式目錄，即靜嘉堂文庫漢籍分類目錄（1903年）和靜嘉堂文庫國書分類目錄（1930年）。

### 國寶

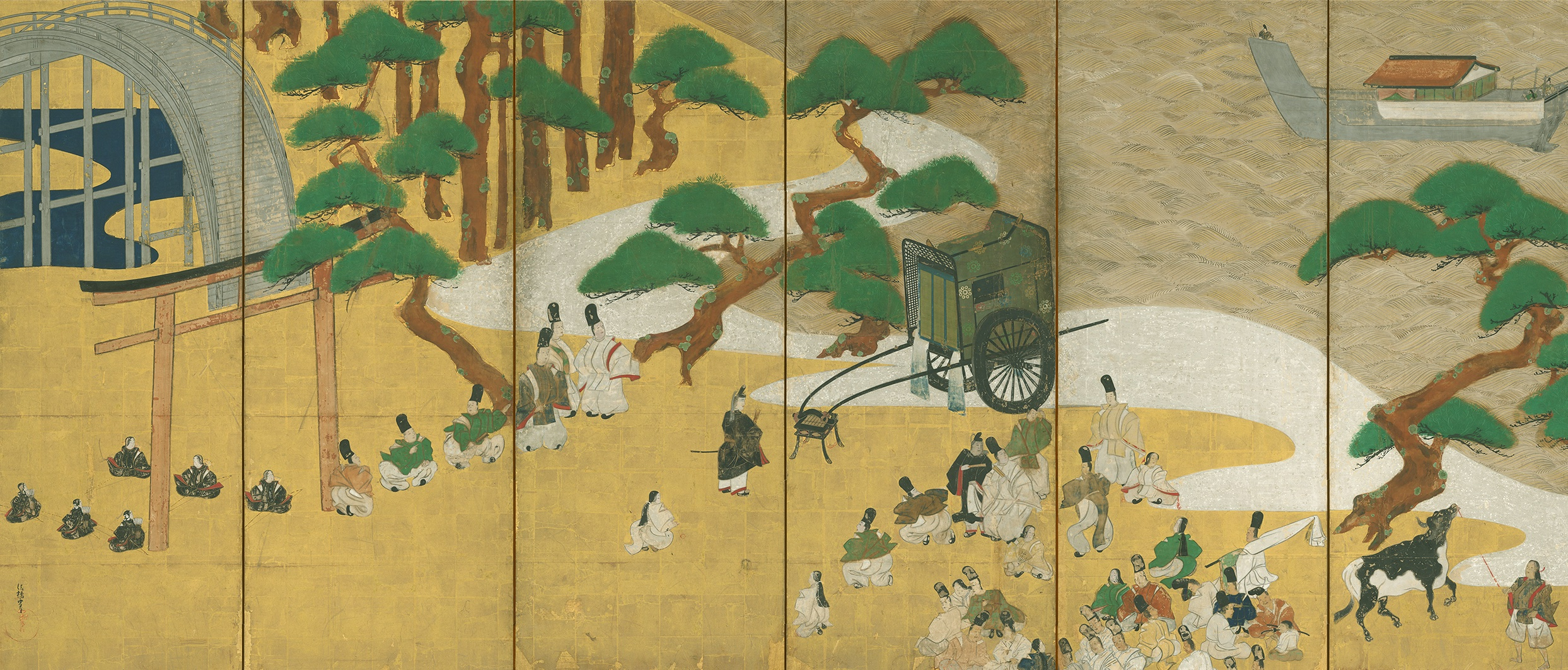
俵屋宗達筆 源氏物語關屋澪標圖屏風

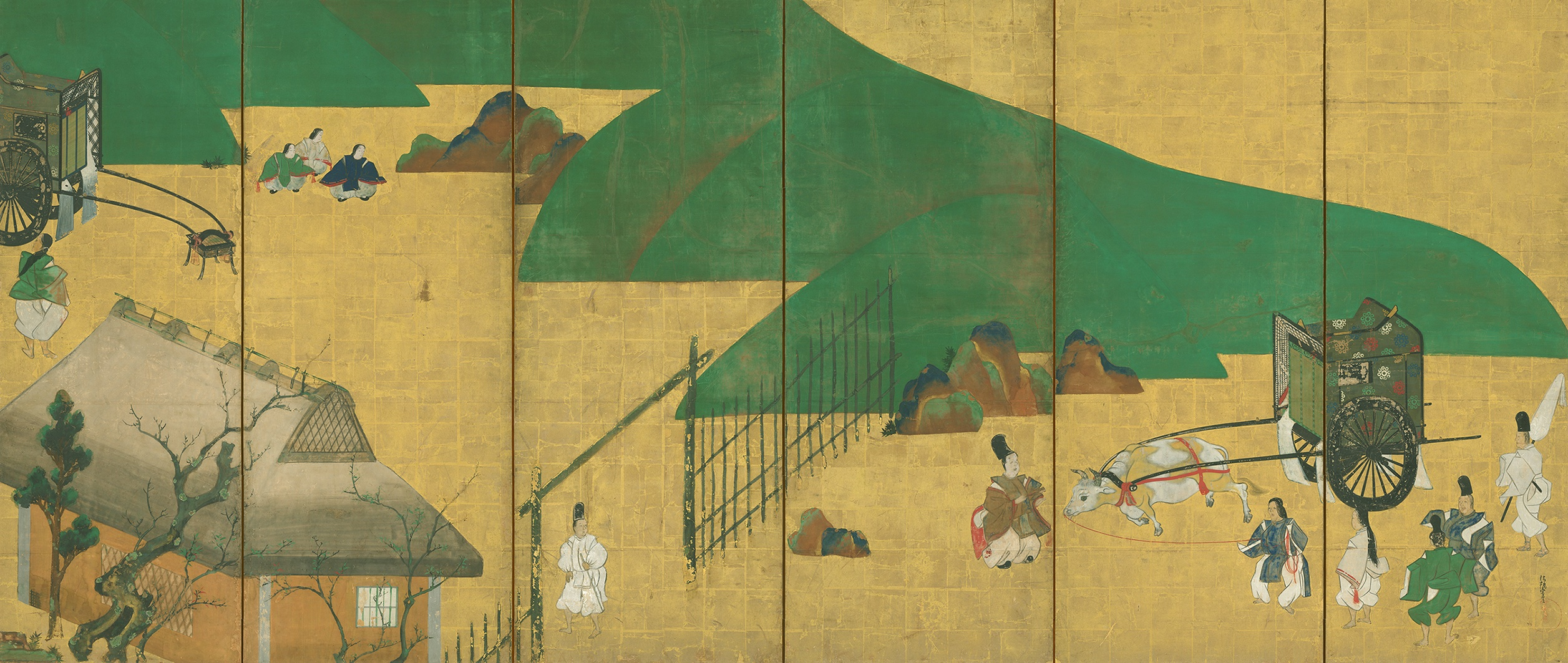
俵屋宗達筆 源氏物語關屋澪標圖屏風

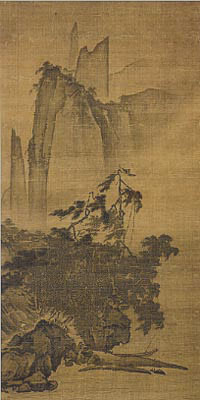
傳馬遠筆　風雨山水圖

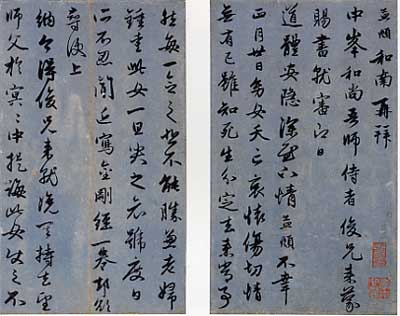
趙孟頫筆　與中峰明本尺牘

- 曜變天目（「稲葉天目」） - 建窯　南宋時代（12～13世紀）
- 俵屋宗達筆 源氏物語關屋澪標圖屏風 - 紙本金地著色 六曲一双 江戶時代（17世紀）
- 傳馬遠筆　風雨山水圖 - 絹本墨畫淡彩 一幅　　南宋時代（13世紀）
- 趙孟頫筆　與中峰明本尺牘 - 紙本墨書 一帖　　元時代（14世紀）

## 註腳
1. 1 2  陈杰. . 兰台世界. 2010年5月: 41.
2. ↑  徐雁. . 圖書館雜誌. 2007年, 26 (6): 91. ISSN 1000-4254. doi:10.13663/j.cnki.lj.2007.06.027. CNKI TNGZ200706026.
3. 1 2  严绍璗. . 上海古籍出版社. 2005. ISBN 7-5325-3984-9. NLC 002918809.
4. 1 2 3  刘初霞. . 嘉兴师专学报. 1983, (1): 98–99. ISSN 1009-1734. CNKI HZHX198301029. NCPSSD 72907288495756514849485057.
5. 1 2  . www.seikado.or.jp.   [2018-10-10]. （原始内容存档于2021-03-02） （日语）.
6. ↑   (PDF). 静嘉堂文庫サイト. 2020-02-26  [2023-06-16]. （原始内容存档 (PDF)于2022-12-06） （日语）.
7. ↑  . 静嘉堂文庫美術館.   [2022-06-15]. （原始内容存档于2022-06-27） （日语）.
8. ↑  賴友容. . 大紀元 www.epochtimes.com. 2017-06-30  [2018-10-10]. （原始内容存档于2019-08-22） （中文（臺灣））.
9. ↑  黄建国; 高跃新. . 中华书局. 1999: 171.
10. ↑  雪萍. . 黑龙江图书馆. 1984年, (3): 69. ISSN 1004-325X. CNKI TSGJ198403028. NCPSSD 1003146243.

## 外部連結
- 靜嘉堂文庫美術館 （页面存档备份，存于）